# Le orme (film)
Le orme è un film del 1975 diretto da Luigi Bazzoni.
Pellicola italiana sceneggiata dallo stesso regista Bazzoni e da Mario Fenelli.

## Trama
Alice, interprete di lingua francese, è tormentata da un incubo ricorrente in cui un astronauta viene abbandonato sulla Luna da uno scienziato senza scrupoli, di nome Blackmann, che lo lascia morire senza intervenire. Si rende conto che il suo incubo non è altro che una scena di un film di fantascienza, che aveva visto anni prima, dal titolo "Orme sulla Luna". L'amica Mary le chiede spiegazioni sul fatto che si sia assentata dal lavoro per due giorni (martedì e mercoledì). Alice rimane scioccata da ciò che dice Mary, perché pensava di essersi svegliata il martedì, invece scopre che è giovedì. L'amica è convinta che Alice abbia dormito, considerando che assume sonniferi, e in effetti recatasi al lavoro Alice scopre, con sorpresa, che il calendario odierno mostra regolarmente la giornata di giovedì; degli ultimi giorni Alice non ha ricordo.
A casa la donna scopre una cartolina mai vista prima, spezzata in quattro parti, di una località balneare turca in cui non ricorda di essere mai stata prima; inoltre si accorge di aver perso uno dei suoi due orecchini e nel suo armadio trova anche un vestito giallo, sporco di sangue, mai visto prima. Tutti questi avvenimenti le fanno capire che c'è effettivamente un buco nella sua memoria e decide di andare all'aeroporto a comprare un biglietto per Garma, la località raffigurata nella cartolina.
Appena arrivata a Garma, Alice incontra Henry che si offre a portarla all'hotel illustrato sulla cartolina. Tutti pensano di conoscerla e le dicono di averla già vista martedì, sulla spiaggia, ma nessuno è sicuro che sia proprio lei. In un negozio del paese Alice vede anche un vestito giallo, come quello che aveva trovato nel suo armadio. La donna dialoga soprattutto con Paola, una bambina con una doppia personalità, che dice di chiamarsi anche Mary: anche un misterioso Matthew la chiama con quel nome. Paola conferma ad Alice di averla conosciuta martedì, col nome di Nicole, e che aveva i capelli rossi. Fox, il cane di Paola, conduce la donna in un boschetto presso la spiaggia dove le fa trovare una parrucca rossa. Alice comprende di essere stata a Garma martedì e di essere lei la Nicole che tutti conoscono.
Alice perde i sensi dopo una caduta e si sveglia in una casa su un'isola vicina a Garma, la stessa che, secondo Paola, cercava anche martedì. La donna sente di esser già stata in quella casa, ma non ricorda quando; ricorda comunque le vetrate che la decorano, sulle quali spicca l'immagine di un pavone, trova il suo orecchino mancante e reincontra Henry, che si rivela essere un suo amico di gioventù. Alice aveva sofferto molto quando Henry, concluso il periodo di villeggiatura, era partito lasciandola sola, aveva vissuto quell'esperienza come un vero e proprio abbandono, come l'astronauta protagonista del suo incubo. Tuttavia una telefonata sospetta, fatta da Henry mentre crede che stia dormendo, insospettisce Alice, che si convince che ci sia una congiura ai suoi danni e che Blackmann stia arrivando a Garma per rapirla: dopo un ultimo abbraccio, uccide dunque Henry con un paio di forbici; ma appena uscita sulla spiaggia è rincorsa e catturata da due astronauti.
I due astronauti si rivelano in realtà due infermieri, chiamati da Henry: Alice vive internata in un ospedale neuropsichiatrico in Svizzera.

## Distribuzione
Nella versione in lingua inglese Alice Campos è chiamata Alice Cespi, Alfredo Laurenti è chiamato Alfred Lowenthal, Iris Ines è chiamata Mrs Heim e Paola Bersel è chiamata Paula Burton.